# Casa de Cuadros
La casa de Cuadros es un linaje noble de origen gallego, perteneciente a la grandeza española por el condado de Santa Engracia. Los primeros caballeros de esta familia tomaron especial importancia durante la conquista de Andalucía en el periodo de la Reconquista, especialmente en Baeza y Sevilla, figurando entre los cargos políticos más importantes de la época.

## Origen de la familia y del apellido Cuadros
Los hidalgos castellanos que portaban el apellido Quadros en Andalucía, desde los tiempos de la Reconquista, eran descendientes de los caballeros gallegos de este linaje apellidados Cadro o Quadro, señores del coto de Cadro o Quadro en San Tomé de Piñeiro (Pontevedra), cuyo apellido mudó a Quadros y finalmente a Cuadros debido a la adaptación moderna de la grafía al castellano; no fue así en Portugal, donde la rama de esta familia conserva el apellido con la grafía Quadros.

Don Juan Arias de Quadro y su pariente Pero Arias de Cadro, fueron dos de los poco más de doscientos caballeros que figuran en la conquista de Sevilla a los musulmanes en el año 1248. El erudito genealogista sevillano Gonzalo Argote de Molina, escribió que el indicado Don Pedro fue caballero gallego, y así parece por el repartimiento haber sido heredado en Monpuñena, a quien el rey puso nombre Gallega por ser heredados en ella los de aquel reino. Su solar es en el Coto de Cadro en Galicia del cual fueron señores, y del usaron deste apellido, hoy se llaman sus descendientes de Quadros, algo mudado el nombre, el cual hoy conserva la Torre de Quadros en el Axarfe de Sevilla de ques señor Don Pedro de Santillan, y por alusión de su apellido usaron por armas cuatro xaqueles azules en campo de plata, que llaman quadros: destos fuè Fernand Arias de Quadros alcalde mayor de Sevilla, que yace sepultado en la Capilla de Santa Catalina, en la nave de los caballeros en la Iglesia mayor de Sevilla...

Al indicado Juan Arias de Quadro, cuyos descendientes usarán el apellido Quadros, poseía por el año 1290 tierras en Écija y el rey Fernando IV le concedió la posesión del castillo de Espera (Cádiz), con todos sus habitantes.

En el Nobiliario, armas y triunfos de Galicia, hechos heroicos de sus hijos... escrito por el insigne genealogista Felipe de la Gándara, se hace referencia al caballero Iohan de Quadro y su participación en la conquista de Baeza, en Jaén (1237), a quien el Rey Fernando III benefició con tierras en el lugar. Pudiera ser este caballero el primer ascendiente del Brigadier de los Reales Ejércitos Don Antonio María de Quadros y Alonso, héroe del sitio de Zaragoza y conde de Santa Engracia.
La casa solar de la familia Cuadros, está ubicada en el señorío o coto de Cadro, construida en el siglo XIII.